# Beregovói (Yeisk, Krasnodar)
Beregovói (del ruso: Берегово́й) es un posiólok del raión de Yeisk del krai de Krasnodar, en Rusia. Está situado en las tierras bajas de Kubán-Azov, en la península de Yeisk, cerca de la costa del golfo de Taganrog del mar de Azov, 13 km al suroeste del centro de Yeisk y 192 km al noroeste de Krasnodar, la capital del krai. Tenía 76 habitantes en 2010
Pertenece al municipio rural Shirochánskoye (dentro del ókrug urbano de Yeisk).